# Haligovce
Haligovce (in ungherese Helivágása, in tedesco Helbingsau) è un comune della Slovacchia facente parte del distretto di Stará Ľubovňa, nella regione di Prešov.